# 二叔丁基环戊二烯
二叔丁基环戊二烯是一种有机化合物，化学式((CH3)3C)2C5H4，常温常压下为无色液体。它可由环戊二烯和叔丁基溴在相转移催化剂的存在下反应制得。